# Arzt Mihály
Arzt Mihály (Artzt Mihály) (1775 k. – Szatmárnémeti, 1817. november 3.) katolikus pap.

## Élete
Előbb Nagymajtényben Szatmár megyében káplánkodott, később a nagyváradi egyházmegyében volt pap és végül az egri egyházmegyében végezte pályáját.

## Munkái
- Predigi von der Verehrung. Mariens. Kaschau (1803.)
- Lobgesang der Verehrung, Liebe u Hochschätzung, welchen dem… Hrn Szatmarer Bischof. Freyherrn Stephan von Fischer… darbrachten. Grosswardein, 1804.
- Elegia ad… St. e. L. B. Fischer. M. Varadini, 1804.
- Ill. ac Rdiss. Dom. L. B. St. Fischer… dum novae dioecesis christianum ovile bonus pastor ingreditur anno 1804. Uo.